# Ford B
El Ford B va ser un vehicle fabricat per la Ford Motor Company en l'any 1932, en els Estats Units.

## Història
Es va començar a produir en l'any 1932 i es finalitzà amb la seua producció en l'any 1934, model que va ser reemplaçat pel Ford 48 en l'any 1935.
El Model B era un automòbil de quatre cilindres amb una versió millorada del motor utilitzat en el model Ford A, però la fabrica Ford va començar a produir en paral·lel un cotxe molt similar amb el nou motor Ford V-8. El Ford amb motor V-8 es comercialitzà com el model 18, encara que comunament se li deia el Ford V-8, a excepció del motor era pràcticament igual al Ford B.

## El model 18
Va ser el primer cotxe de baix preu, comercialitzat massivament, va ser una fita important en la història automotriu estatunidenca. El motor V-8 tenia 48 Hp, quan va eixir al mercat, després va ser millorat en el carburador i l'encés. Aquesta elecció del motor va ser més popular que el de quatre cilindres. En ambdós models es troba el tanc de combustible en la part inferior del darrere del cotxe, com és típic en els cotxes moderns, en lloc de la coberta com en el model A i Model T, Ford va incloure una bomba de combustible accionada pel motor, en lloc de dependre de l'alimentació per gravetat.

## Model de col·lecció
En l'actualitat del segle xxi, el model B (1932) és un cotxe de col·lecció, hi ha persones que paguen milers de dòlars per a restaurar-los a l'estil original. La fibra de vidre ha ajudat molt a restablir-los, un automòbil d'aquest model en bones condicions pot costar 60.000 (dòlars) o més.

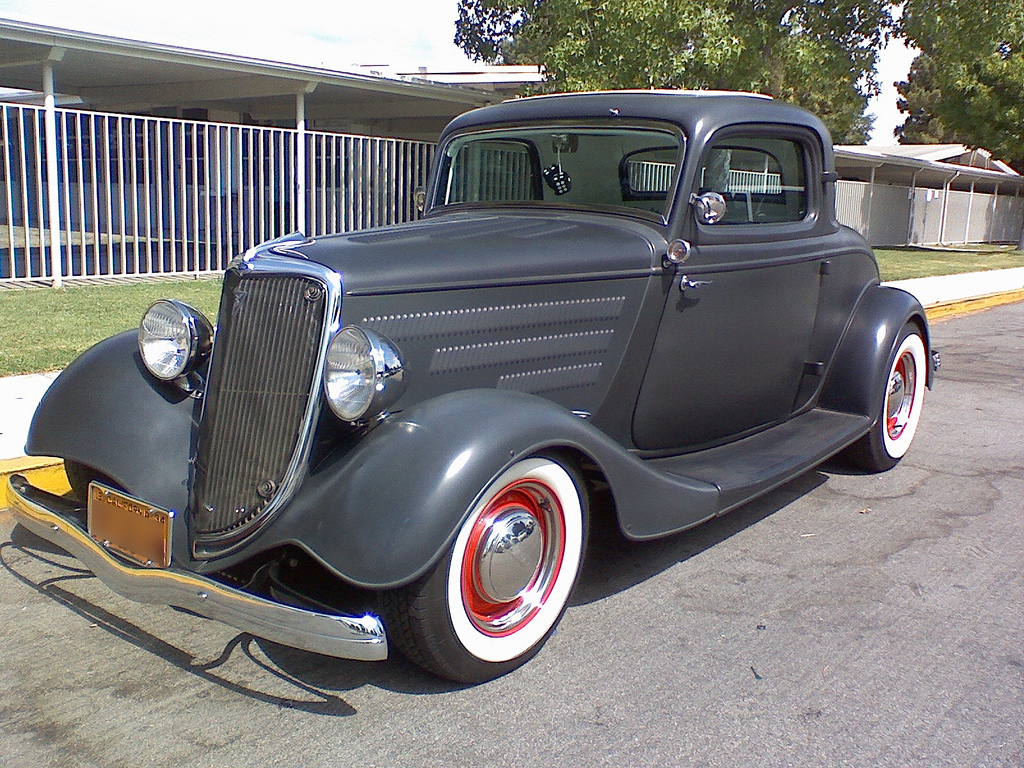
Ford B (1934)
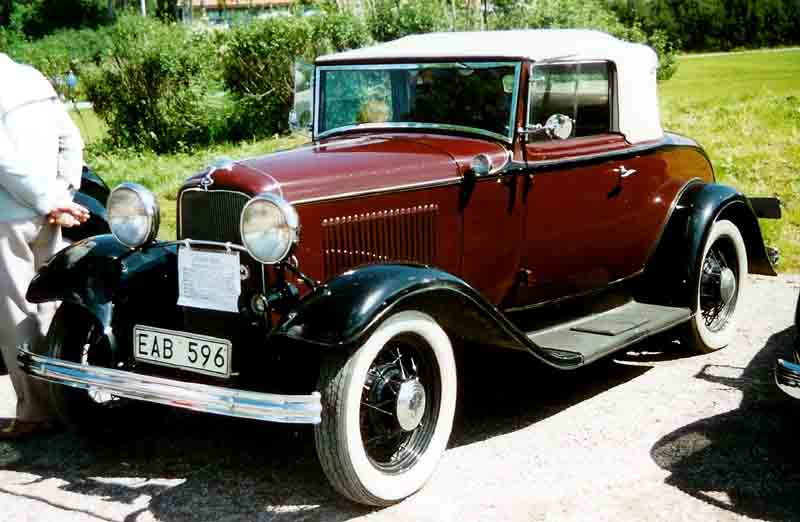
Ford B Cabriolet
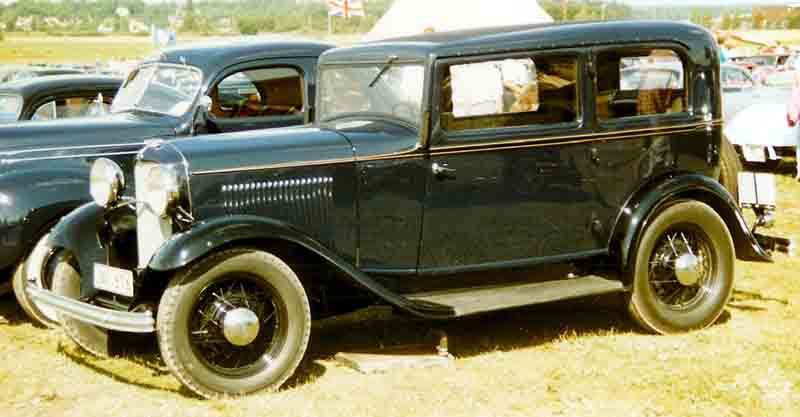
Ford B estàndard Tudor sedan
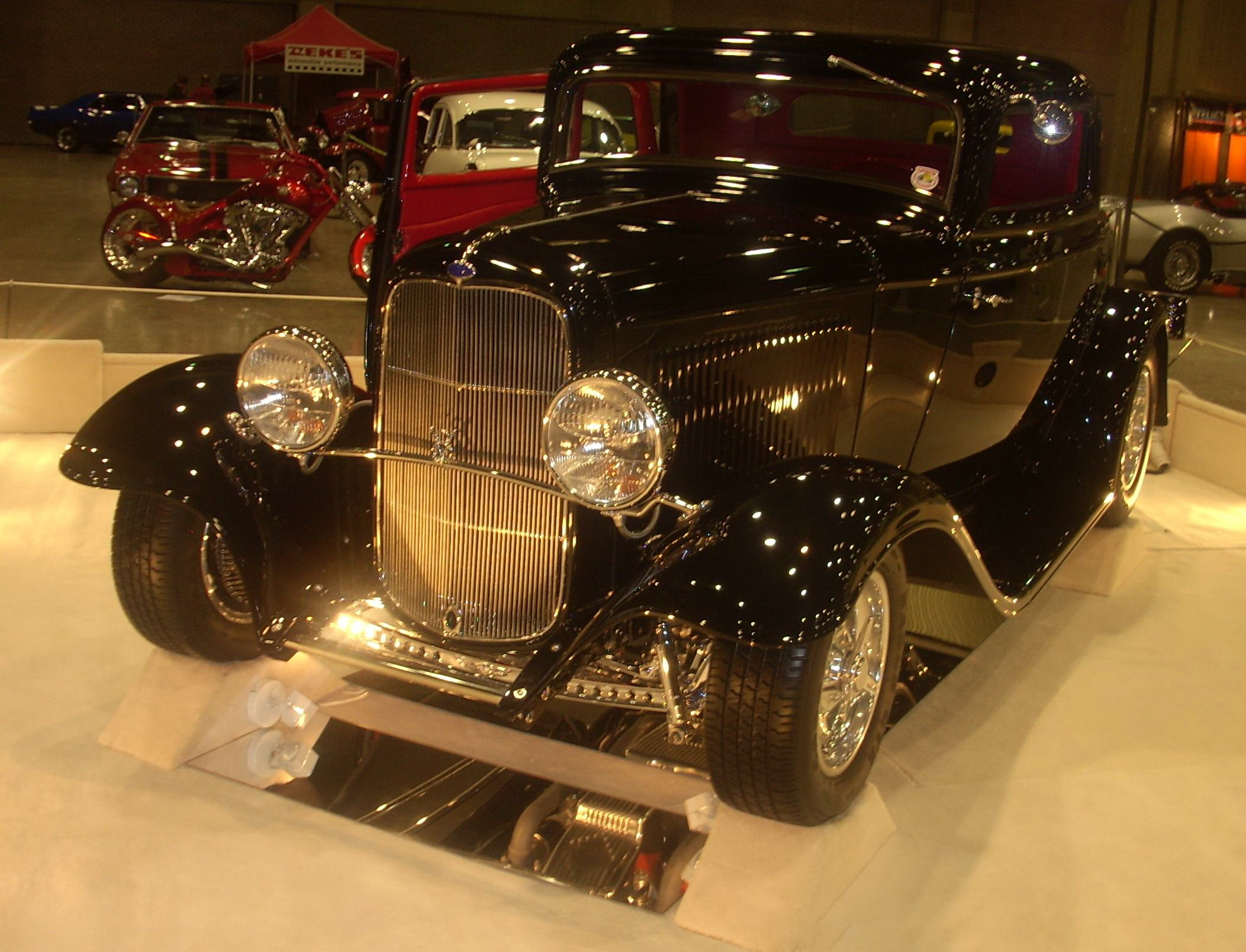
Ford B coupe
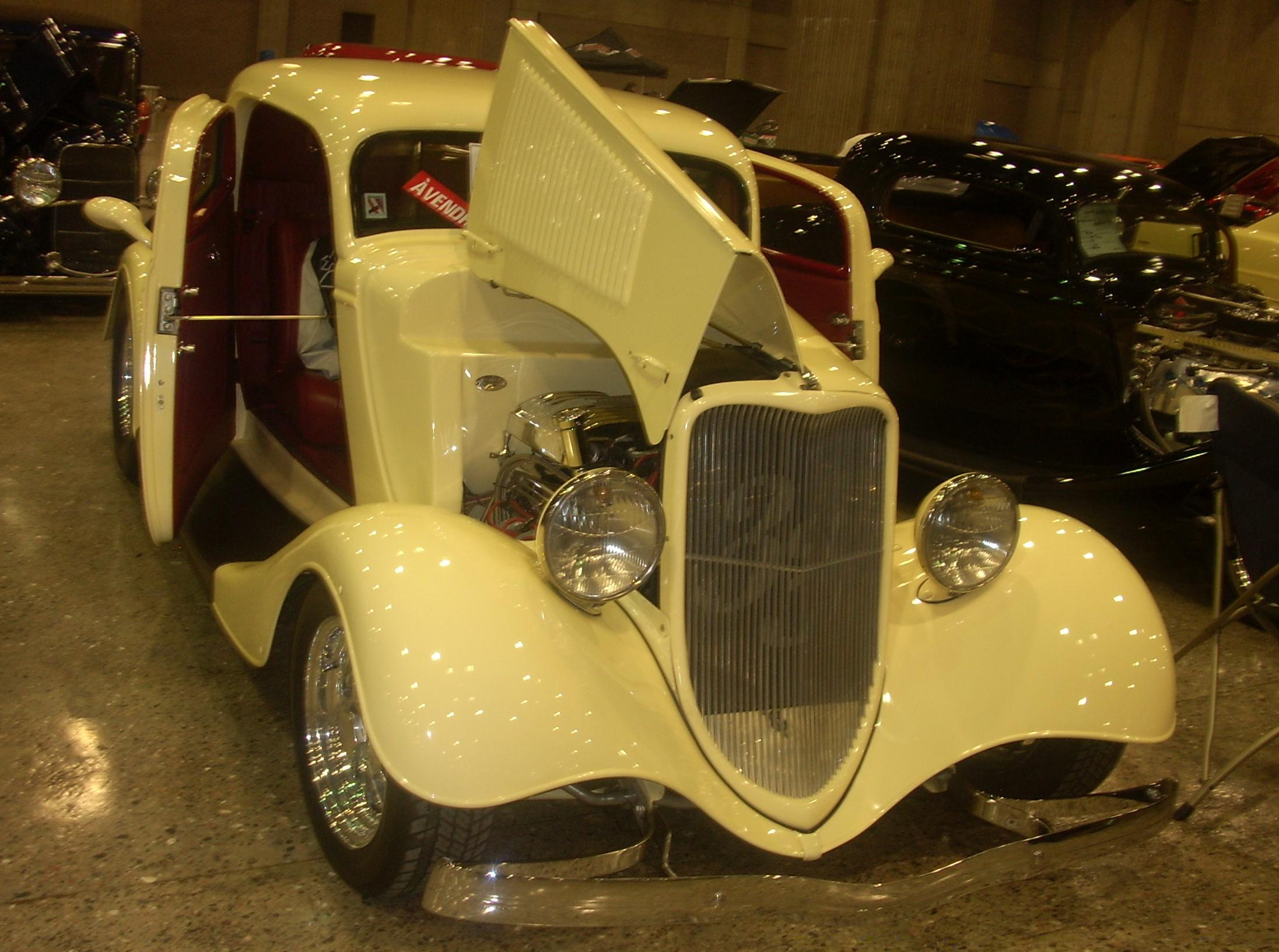
Ford B clàssic